# W.T.F. (Wisdom, Tenacity and Focus)
W.T.F. (Wisdom, Tenacity and Focus) (с англ. — «Мудрость, упорство и сосредоточенность») или просто WTF — шестой студийный альбом американского рэпера Ваниллы Айса, вышедший в 2011 году.

## Об альбоме
В марте 2010 года Ванилла Айс (настоящее имя — Роберт Ван Уинкл) сообщил на своей странице MySpace о предстоящем выходе нового альбома. «Он будет называться WTF, и на то есть причина. Вы всё поймёте, когда послушаете его», — заинтриговал поклонников музыкант. Альбом должен был стать первой работой Ваниллы Айса с 2005 года и, по словам Ван Уинкла, представлял собой смешение целого ряда стилей: «от техно до хип-хопа, от кантри до акустики».
17 мая 2010 года начался приём предварительных заказов на покупку альбома. На сайте музыканта также была опубликована обложка и список композиций. В октябре 2010 года поклонники артиста получили возможность скачать песню «Born on Halloween», исполненную Vanilla Ice дуэтом с ICP. Одновременно с анонсом нового альбома Ванилла Айс запустил собственное реалити-шоу The Vanilla Ice Project.
Альбом был официально выпущен на лейбле Radium Records 30 августа 2011 года.

## Список композиций
Слова и музыка всех песен — Vanilla Ice, кроме отмеченных
| №                   | Название                                       | Автор(ы)                                    | Длительность |
| ------------------- | ---------------------------------------------- | ------------------------------------------- | ------------ |
| 1.                  | «Turn It Up»                                   | Vanilla Ice, Rod-J                          | 3:24         |
| 2.                  | «Rock Star Party»                              |                                             | 2:38         |
| 3.                  | «Good Times» (feat. Cowboy Troy)               | Vanilla Ice, Rod-J и Cowboy Troy            | 4:05         |
| 4.                  | «Cadillac Ninjaz»                              |                                             | 3:13         |
| 5.                  | «Nightmare Disco»                              |                                             | 3:03         |
| 6.                  | «Born on Halloween» (feat. Insane Clown Posse) | Vanilla Ice, Violent J                      | 4:05         |
| 7.                  | «Wit Dat»                                      |                                             | 4:05         |
| 8.                  | «Bought & Sold» (feat. Ruckus)                 | Vanilla Ice, La tha Darkman                 | 3:45         |
| 9.                  | «My Way» (feat. Ruckus)                        |                                             | 3:37         |
| 10.                 | «5446»                                         |                                             | 3:08         |
| 11.                 | «Oh Momma»                                     |                                             | 1:36         |
| 12.                 | «Impossible Mission»                           | Vanilla Ice, Rod-J                          | 2:23         |
| 13.                 | «Hooked» (Unplugged)                           | Vanilla Ice, DeShay                         | 1:55         |
| 14.                 | «King of the Daredevils»                       | Evil Knievel                                | 2:09         |
| 15.                 | «Da Ha Da Ha» (feat. Cowboy Troy)              | Cowboy Troy                                 | 5:05         |
| 16.                 | «Bought & Sold» (Brandon Bishop Remix)         | Vanilla Ice, La tha Darkman, Brandon Bishop | 3:15         |
| Общая длительность: | Общая длительность:                            | Общая длительность:                         | 51:26        |

### Сэмплы
- Born on Halloween — «This Is Halloween» от актёров фильма Кошмар перед Рождеством
- 5446 — «54-46 That's My Number» (Toots & the Maytals)
- Oh Momma — «Mammas Don't Let Your Babies Grow Up to Be Cowboys» (Эд Брюс)